# Università degli Studi di Ferrara
L'Università degli Studi di Ferrara (in acronimo: Unife) è un'università statale italiana, fra le più antiche al mondo, fondata nel 1391 dal marchese Alberto V d'Este su concessione di papa Bonifacio IX.

## Storia

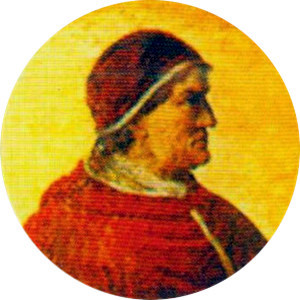
Papa Bonifacio IX

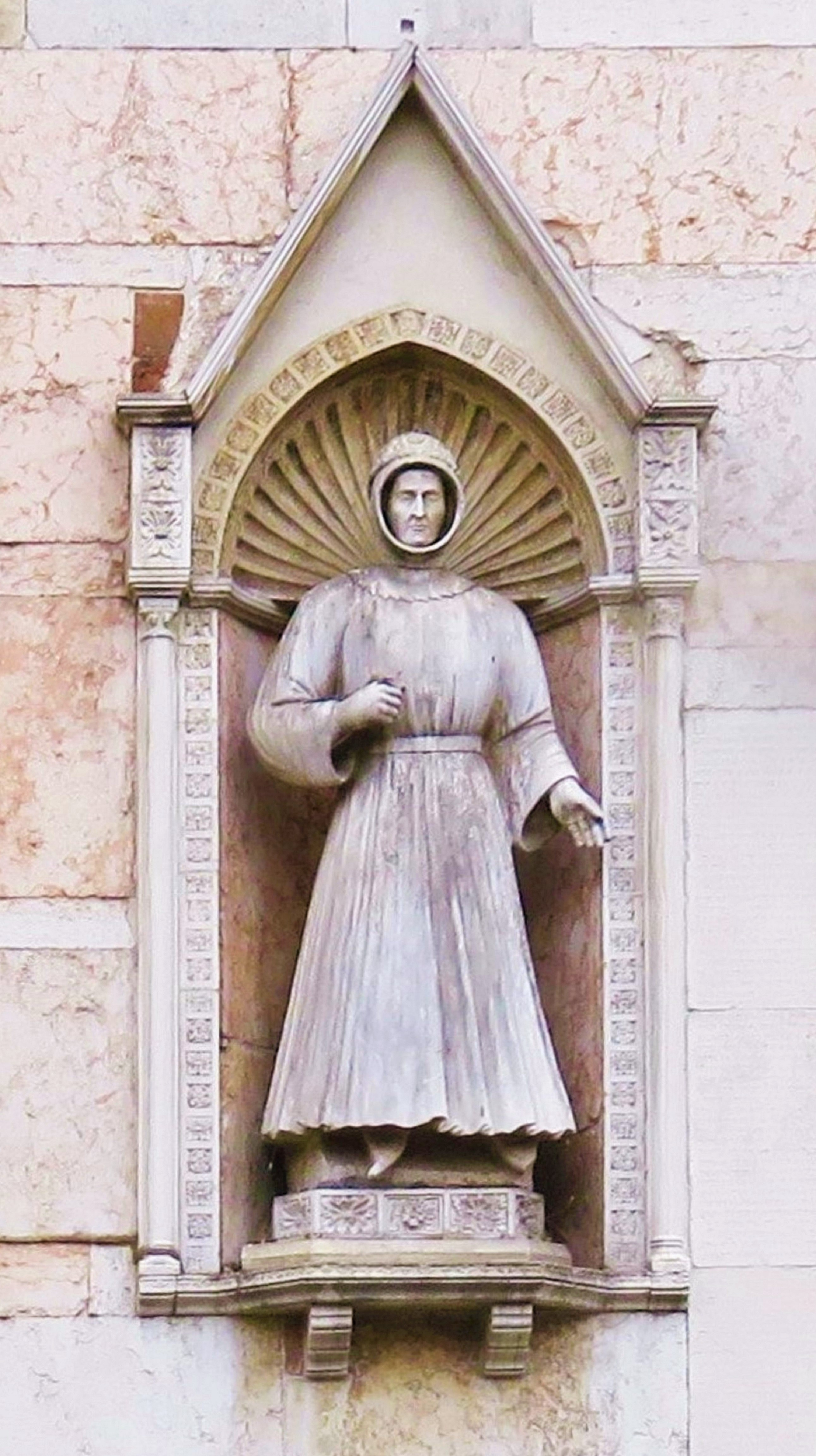
Alberto V d'Este

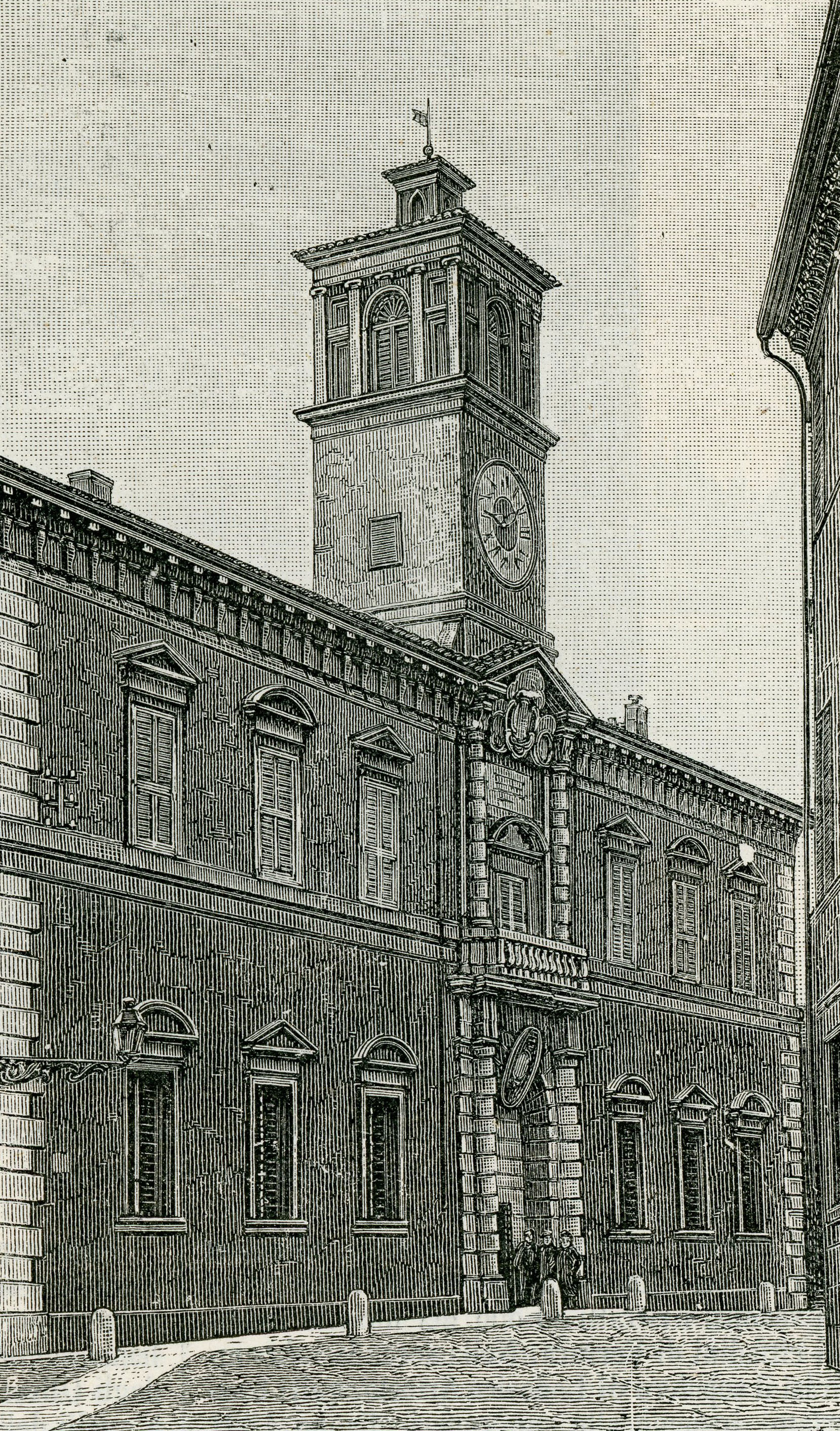
Palazzo Paradiso nel 1900, sede universitaria storica

### Fondazione e XV secolo

Logo dell'Università sino alla fine del 2017

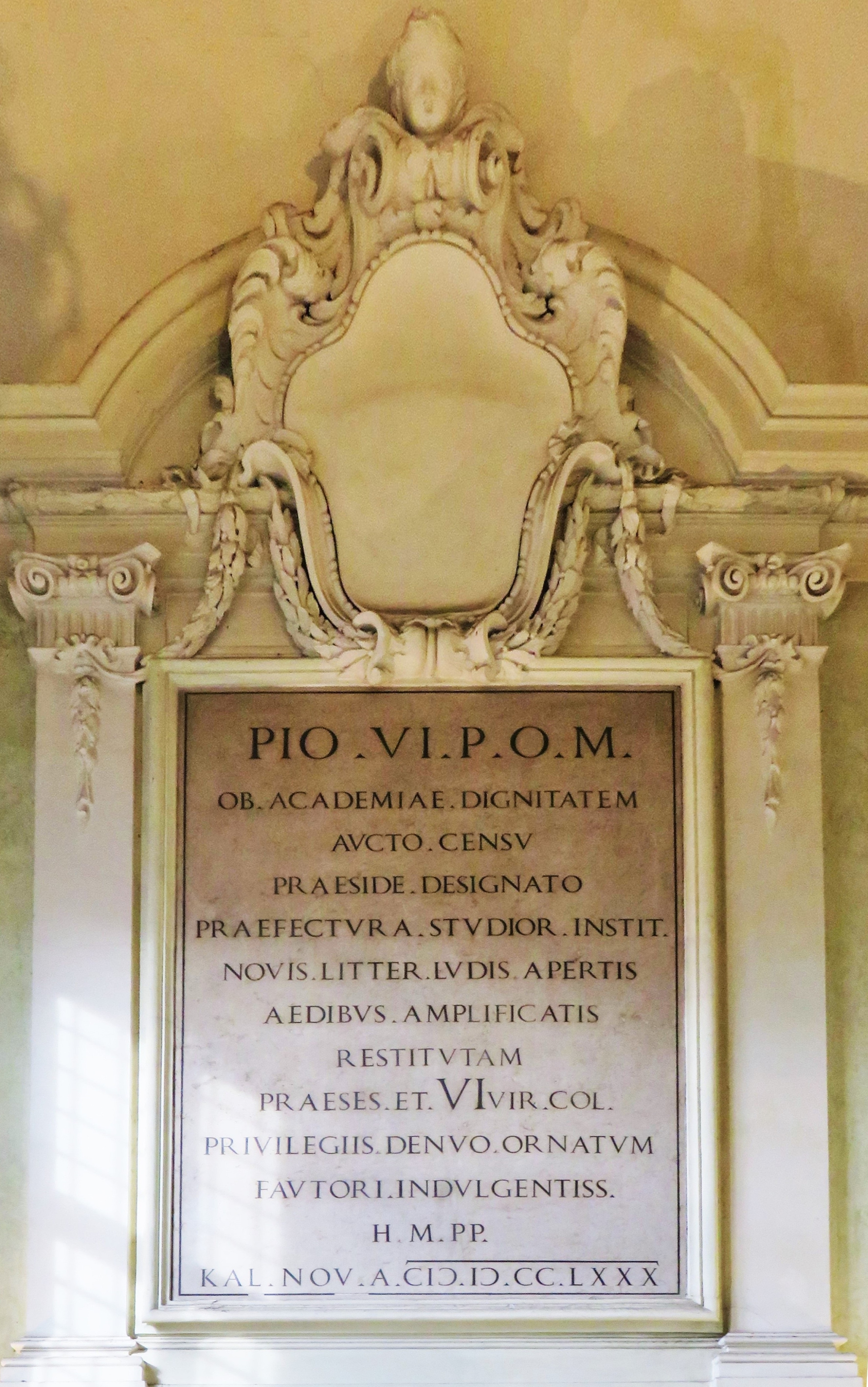
Giovanni Angelico Braschi, futuro papa Pio VI, completò i suoi studi accademici a Ferrara

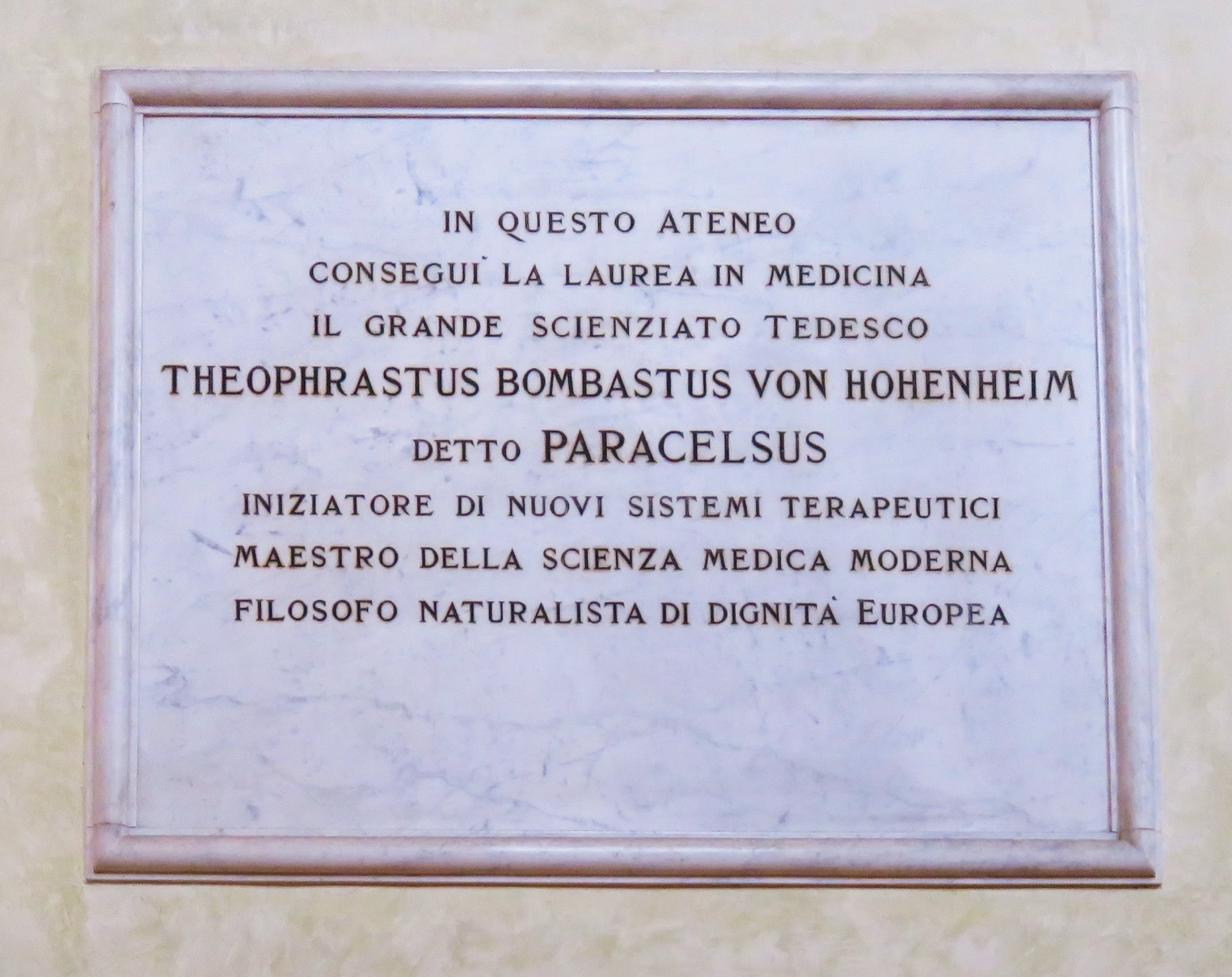
Lapide in palazzo Paradiso, sede universitaria, a ricordo di Paracelso

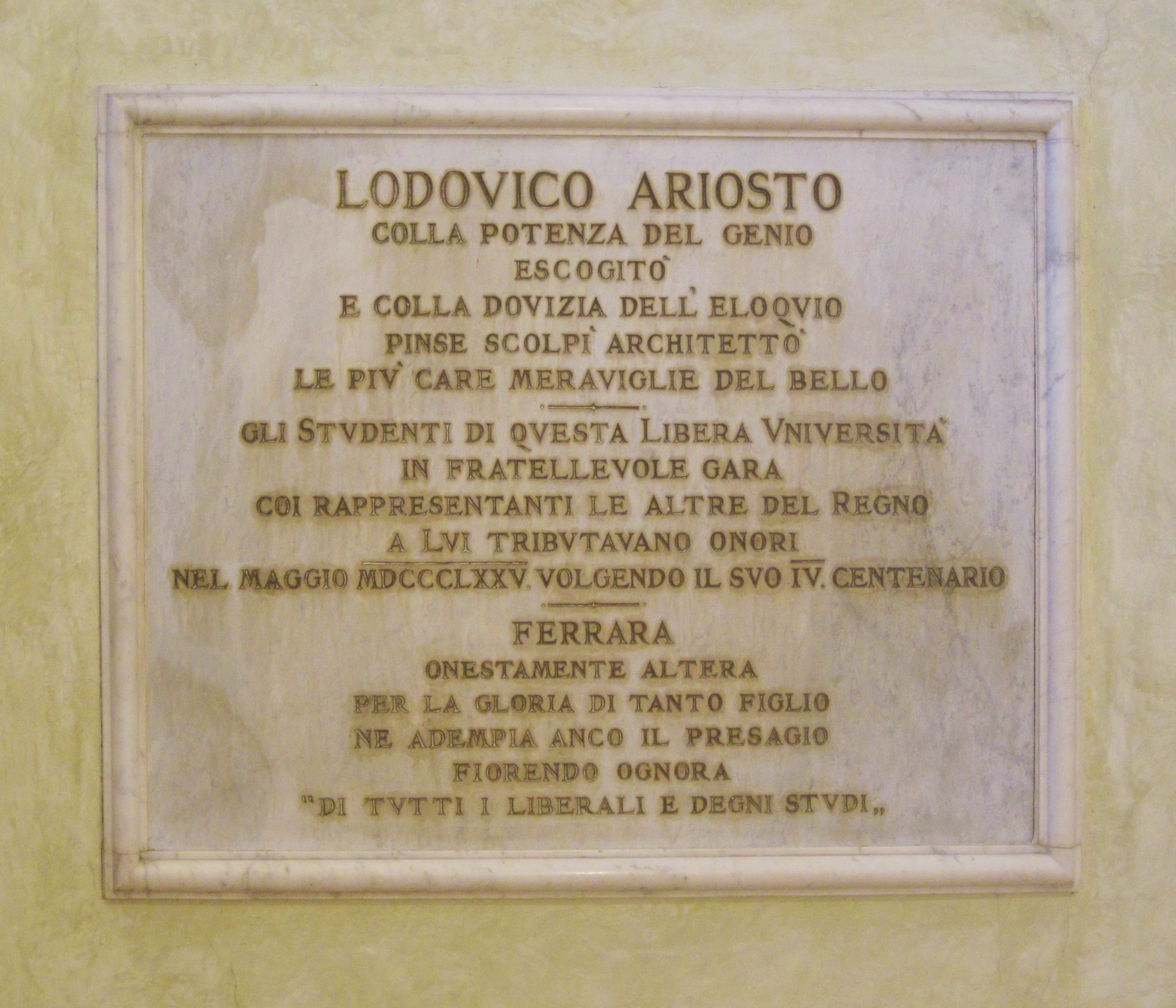
Lapide in palazzo Paradiso, sede universitaria, a ricordo di Ludovico Ariosto

La fondazione dello "Studio di Ferrara" fu concessa da Papa Bonifacio IX il 4 marzo del 1391, su richiesta del marchese estense Alberto V durante un suo viaggio a Roma.
L'Università, che ebbe gli stessi privilegi delle più antiche istituzioni di Bologna (fondata nel 1088) e di Parigi (fondata nel 1170), all'inizio comprendeva le tre Facoltà di medicina, di teologia e di diritto.
Dopo soli tre anni difficoltà economiche costrinsero l'ateneo alla chiusura, che si protrasse sino al 1402. In quell'anno Niccolò III d'Este, successore di Alberto V, lo fece riaprire facendo arrivare a Ferrara diversi docenti di prestigio, anche dall'Università di Bologna.

### XVI secolo
Durante il periodo rinascimentale poté godere del prestigio culturale e artistico della Ferrara di quel tempo. Nel 1497 ospitò nelle proprie facoltà Niccolò Leoniceno e Sebastiano dall'Aquila che, nella disputa di Ferrara, sostennero due diversi approcci scientifici alla sifilide. Al medesimo dibattito medico-letterario intervennero altri esperti come Celio Calcagnini, Corradino Gilino, Giovanni Manardo, Natale Montesauro e Antonio Scanaroli.
La sede universitaria, a partire dal 1567 fu il palazzo Paradiso, che venne dato in affitto dal cardinale Ippolito II d'Este al magistrato dei Savi affinché vi trasferisse tutte le facoltà universitarie.

### Secoli XVII e XVIII
Alla fine del Cinquecento, nel 1598, si ebbe la devoluzione, cioè il ritorno della città sotto il diretto controllo dello Stato Pontificio, e l'Università, da grande centro intellettuale, fu trasformata in un ateneo di periferia.
A partire dal 1770 il presidente fu il cardinale Giovanni Maria Riminaldi, incaricato da Clemente 
XIV per riformare l'università. Riminaldi diede nel 1771 la cattedra di matematica ed idrostatica a Gianfrancesco Malfatti.
Si registrò una ripresa nel 1797 quando, dopo aver giocato un ruolo attivo nella Repubblica Cispadana, vi venne istituita il 27 marzo la prima cattedra di diritto costituzionale in Europa, diretta da Giuseppe Compagnoni. Dopo la sospensione dei titoli di laurea nel 1803, dal 1816 ripresero le normali attività di ateneo con l'istituzione delle Facoltà di Giurisprudenza, Medicina, Scienze e Filosofia.

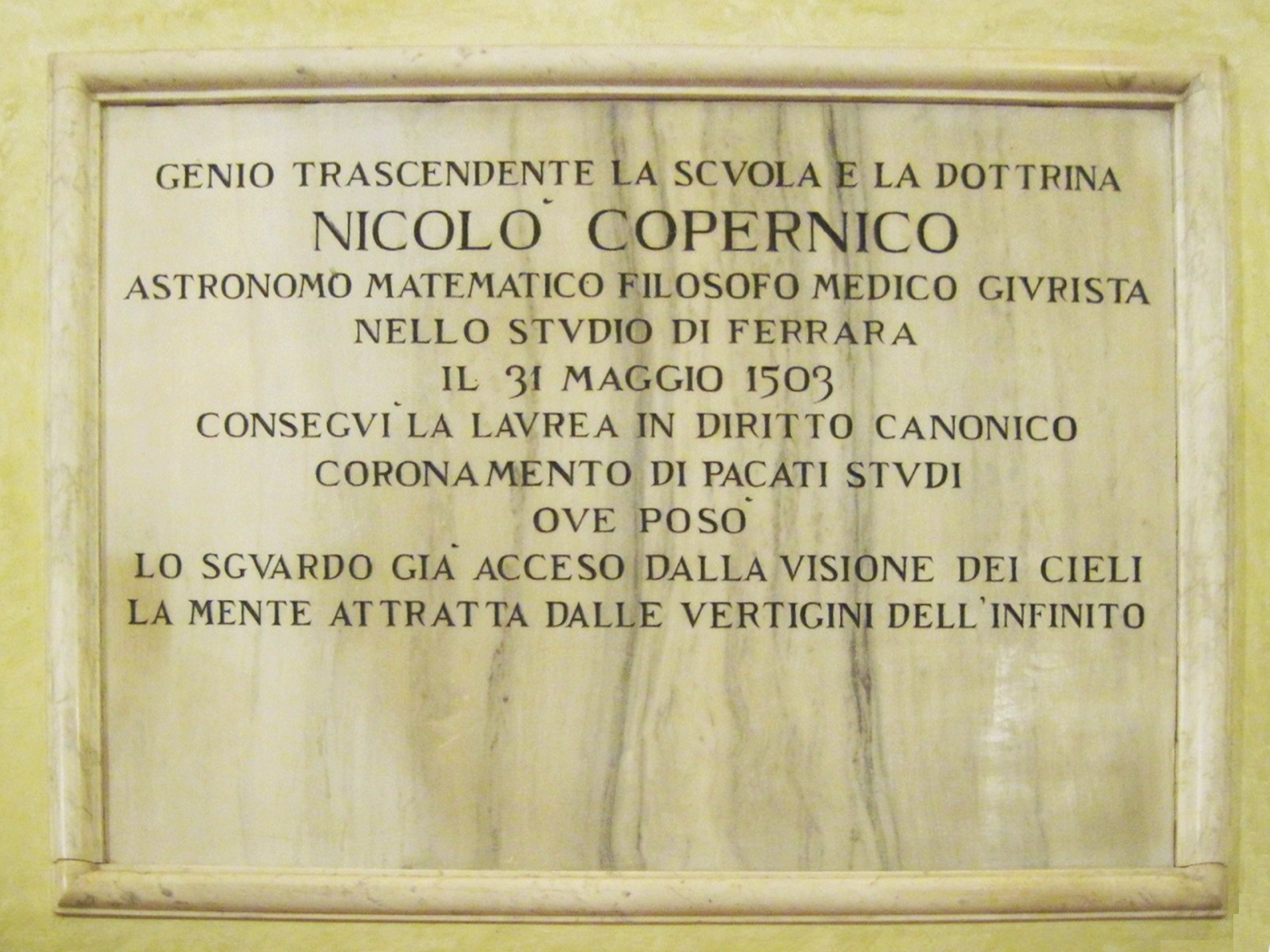
Lapide in palazzo Paradiso, sede universitaria, a ricordo di Niccolò Copernico. Una copia della stessa lapide è conservata nella sede di via Savonarola.

#### Stemma dell'Università
Papa Clemente XIV del 1771 riconobbe allo Studium di Ferrara il diritto usare un suo stemma miniato e tale diritto venne confermato più tardi, il 5 maggio 1927, dalla Consulta araldica. Il marchio dell'ateneo è stato ufficialmente modificato nel gennaio 2019.

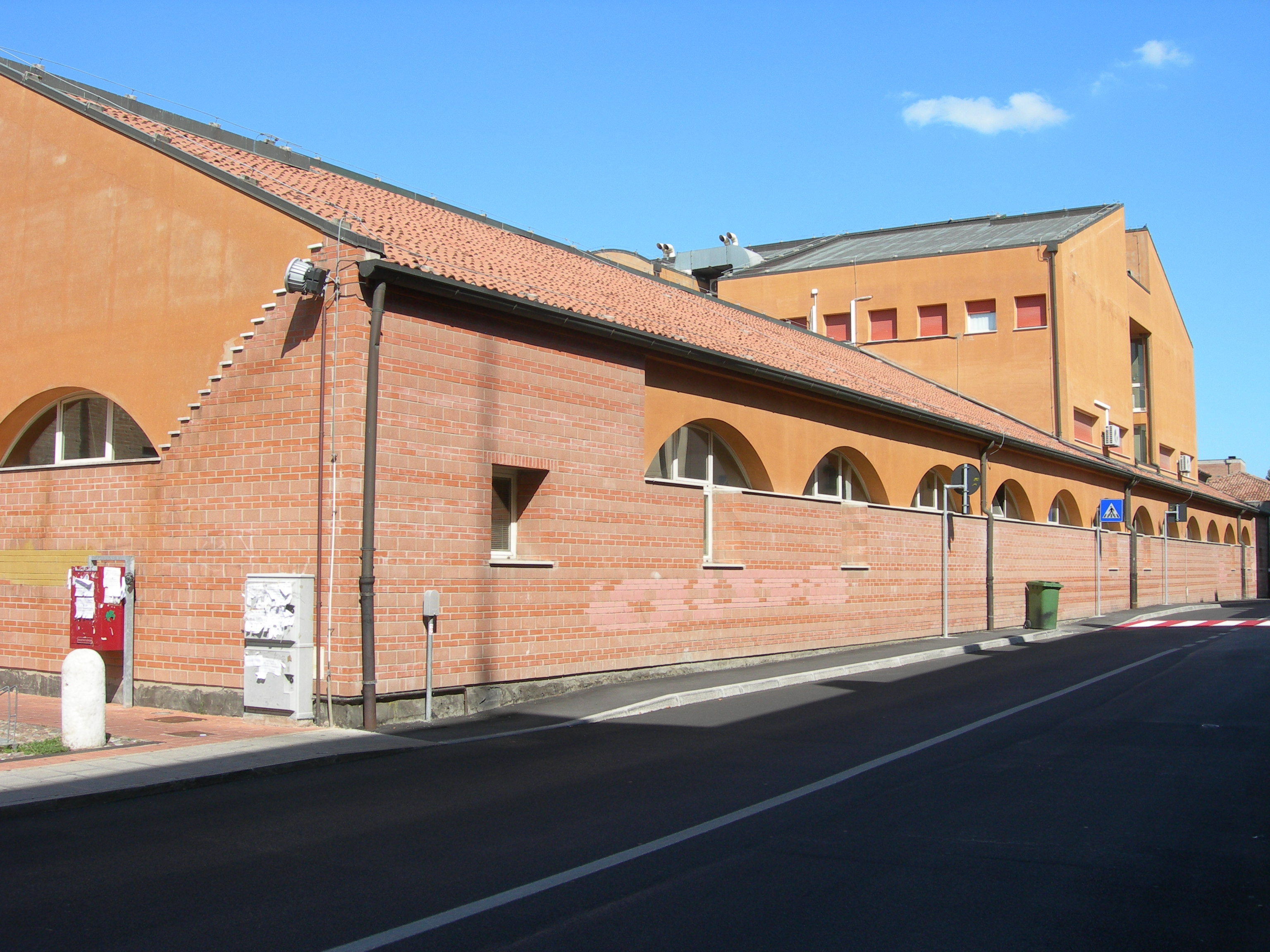
Polo chimico bio medico

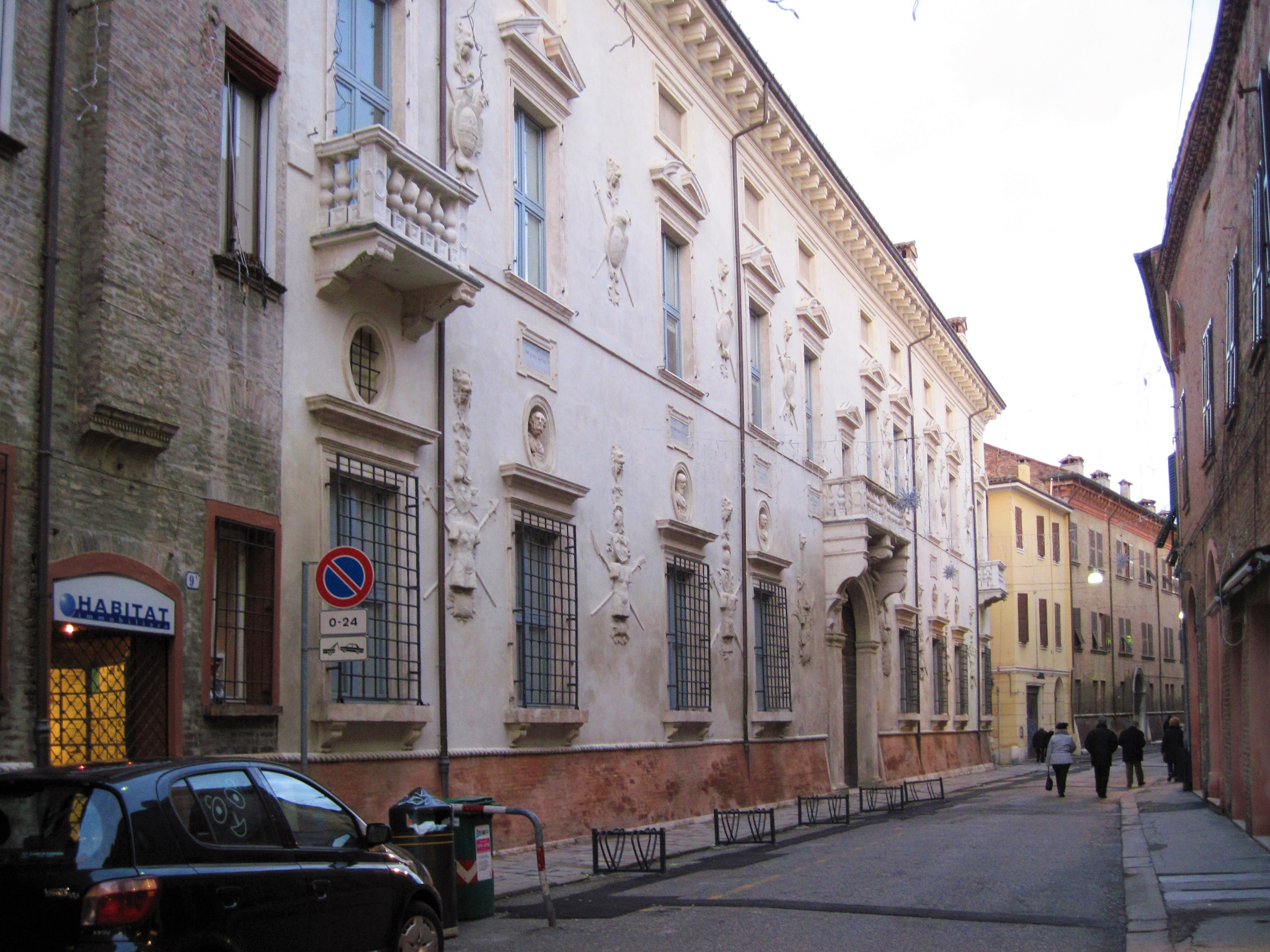
Palazzo Bevilacqua Costabili, sede del dipartimento di economia e management

### Secoli XIX e XX
Dopo l'unità d'Italia divenne un'università libera e, anteriormente alla prima guerra mondiale, l'ateneo contava oltre cinquecento studenti.
Durante il periodo fascista l'Università fu un centro culturale utilizzato anche per dibattiti di carattere generale, come ad esempio il convegno di Ferrara del 1932 nel corso del quale uno dei temi affrontati fu quello del sindacato e delle corporazioni. Giuseppe Bottai si era già espresso con una certa simpatia nei confronti degli intellettuali che si sentivano vicini ad una corporazione democratica e Renzo De Felice intervenne in seguito in modo specifico commentando i lavori svolti molti anni prima nell'ateneo estense.
In quegli anni la scuola di farmacia divenne la quarta facoltà dell'ateneo. Successivamente furono istituite le Facoltà di Lettere e Filosofia, Architettura, Ingegneria ed Economia, l'ultima delle quali fu attivata nel 1996.

### XXI secolo
La sede legale dell'ateneo dal 1º ottobre 2015 è stata trasferita nell'ex convento di Santa Lucia in via Ariosto. Lo storico palazzo di Renata di Francia dal 2015 è in ristrutturazione dopo il sisma che ha colpito la città e parte dell'Emilia.

## Struttura
L'ateneo è organizzato in 13 dipartimenti indipendenti, dei quali sei afferenti e costituenti un'unica facoltà:
- Architettura
- Economia e management
- Fisica e scienze della Terra
- Giurisprudenza
- Ingegneria
- Matematica e informatica
- Facoltà di medicina, farmacia e prevenzione
  - Medicina traslazionale e per la Romagna[23]
  - Neuroscienze e riabilitazione
  - Scienze chimiche, farmaceutiche e agrarie
  - Scienze della vita e biotecnologie
  - Scienze dell'ambiente e della prevenzione
  - Scienze mediche
- Studi umanistici

### Sedi

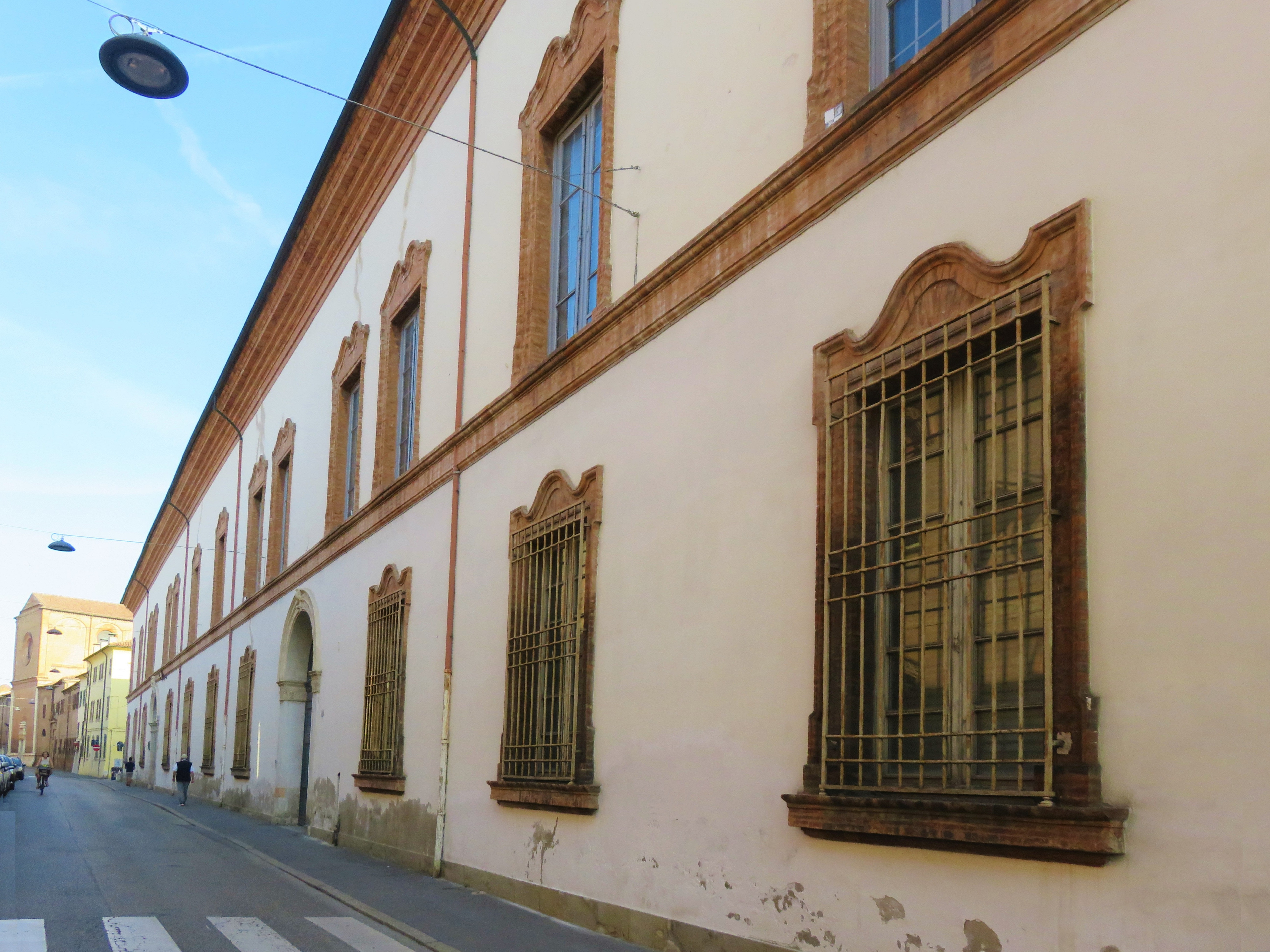
Sede dell'Università degli Studi di Ferrara sino al 2015, in palazzo di Renata di Francia

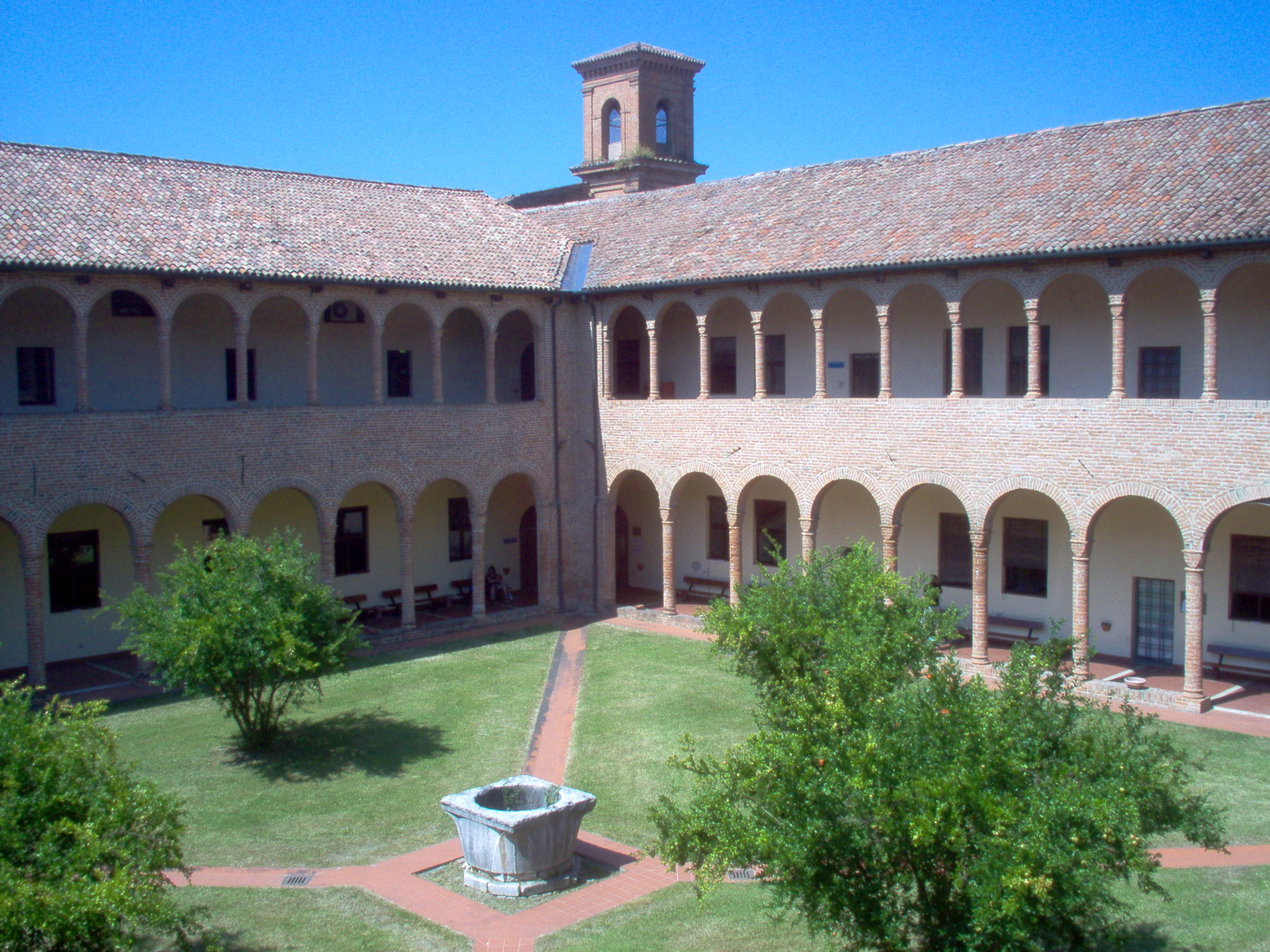
Il chiostro di Santa Maria delle Grazie, presso il polo chimico bio-medico

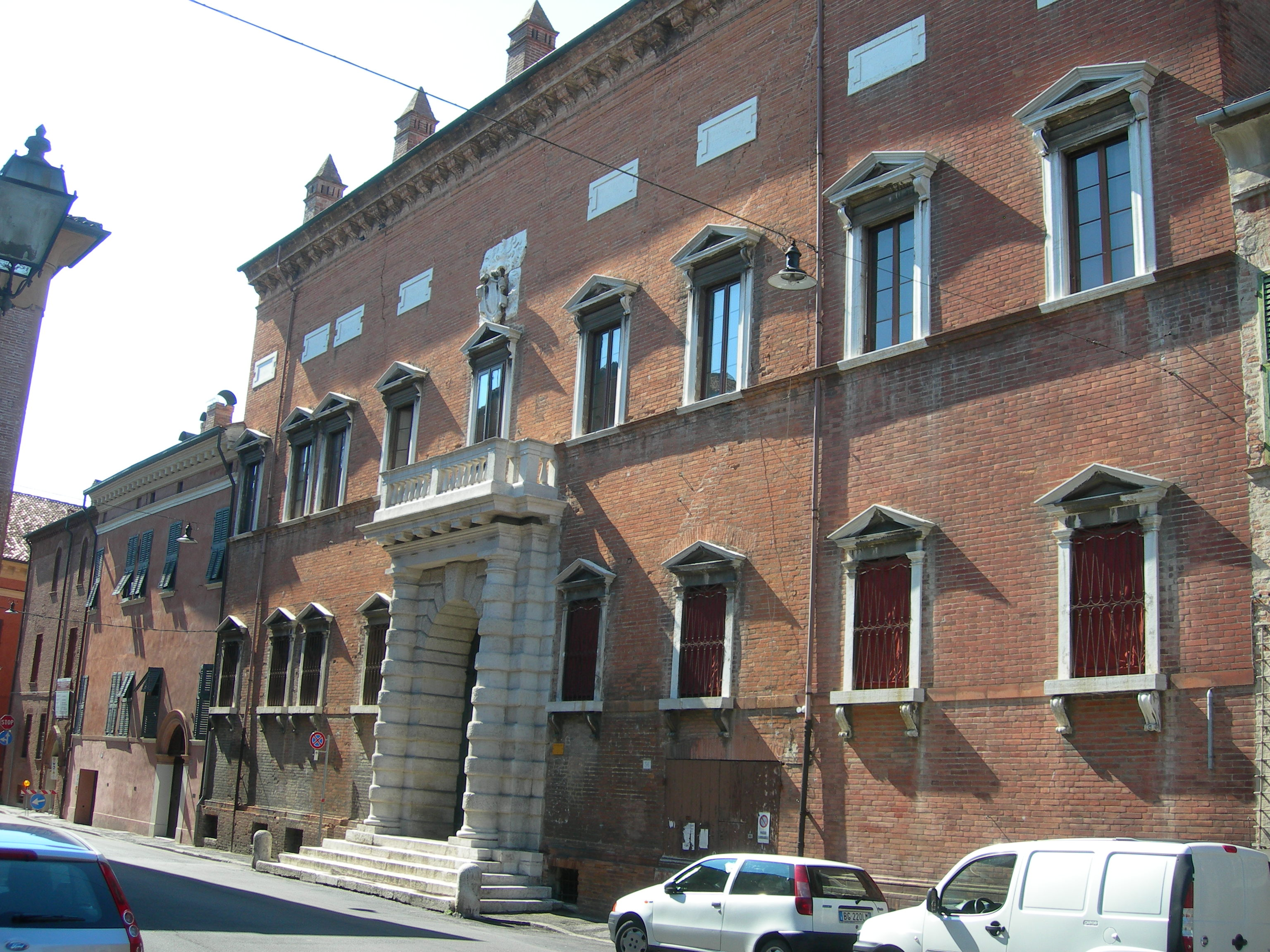
Dipartimento di studi umanistici

La sede storica del rettorato dell'Università di Ferrara si trova nel palazzo rinascimentale Renata di Francia in via Savonarola; fu edificato tra il 1475 e il 1485, sotto la direzione di Biagio Rossetti. 
Nella sede storica di via Savonarola un'aula è dedicata alla memoria di Niccolò Copernico, che in questo ateneo si laureò nel 1503. La sede legale dell'ateneo dal 1º ottobre 2015 è stata trasferita nell'ex convento di Santa Lucia in via Ariosto; qui si trovano gli studi del Rettore, del Direttore generale e gli uffici dell'amministrazione centrale. Le segreterie studenti e diverse aree amministrative sono ora in via Saragat, presso il Polo Scientifico Tecnologico.

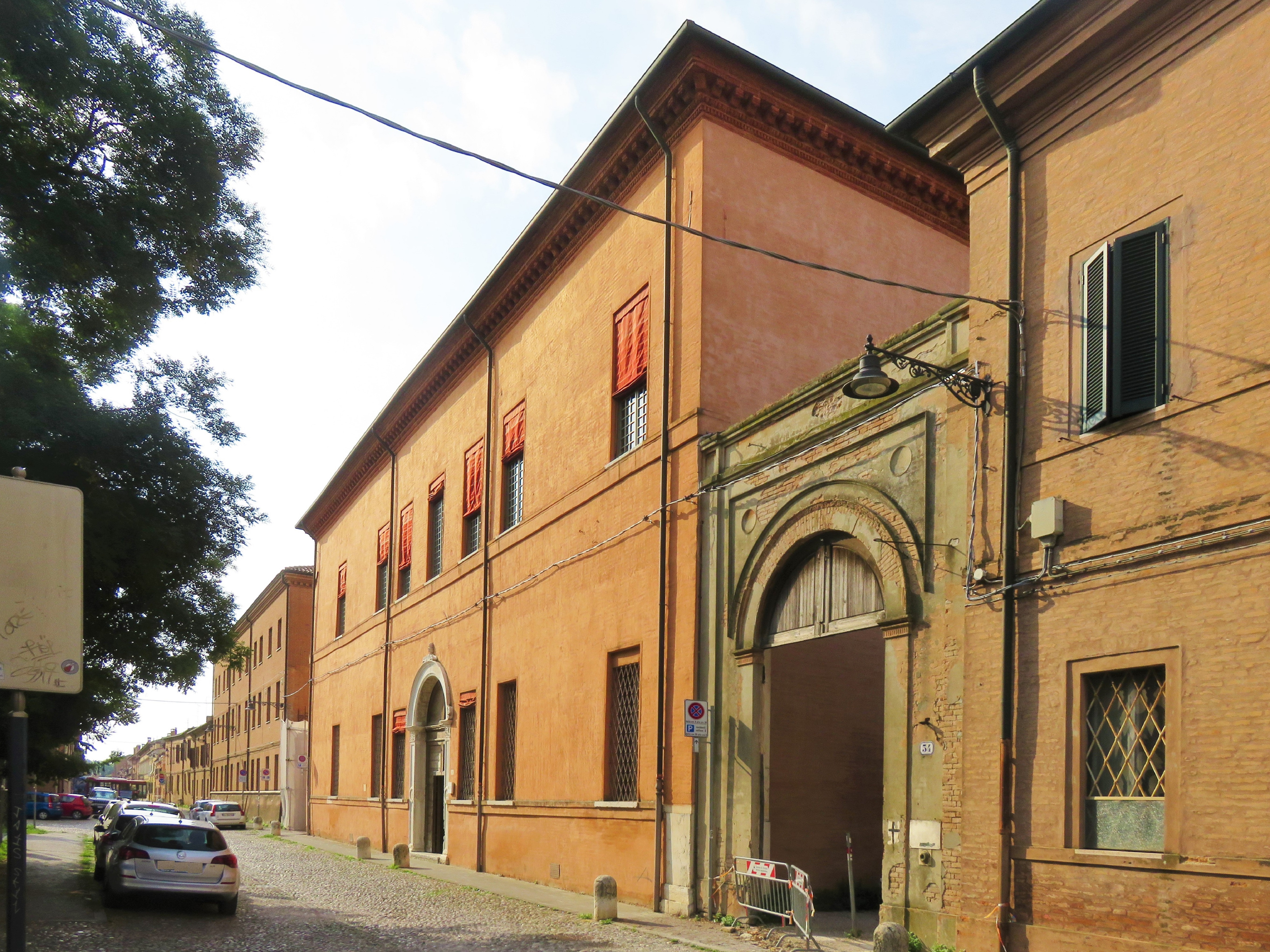
Palazzo Tassoni Estense, sede del dipartimento di architettura.

I dipartimenti, i centri e le biblioteche sono dislocati, a breve distanza fra loro, in tutta la città. Alcuni di essi hanno sede in moderne costruzioni, quali il polo chimico bio medico e quello scientifico tecnologico. Altri invece hanno sede in palazzi antichi: nel rinnovato palazzo cinquecentesco Bevilacqua Costabili trova sede il dipartimento di economia e management; il palazzo Turchi di Bagno ospita vari dipartimenti e l'orto botanico; il palazzo Trotti Mosti e palazzo Giordani sono sede del dipartimento di giurisprudenza e del centro di documentazione e studi sulle comunità europee. Infine, il polo dell'area sanitaria si trova presso l'arcispedale Sant'Anna, mentre il dipartimento di studi umanistici presso il complesso Paradiso e polo degli Adelardi.
L'università dispone di altre sedi collocate fra Emilia-Romagna, Veneto e Trentino-Alto Adige. Le principali sono a Bolzano, Codigoro, Pieve di Cento, Rovigo e Cento dove è dislocato il laboratorio per la meccanica avanzata (MechLav) del tecnopolo dell'università degli Studi di Ferrara.

### Biblioteche
L'ateneo possiede varie biblioteche che riguardano l'area biomedica (biblioteca chimico-biologica santa Maria delle Grazie, biblioteca di santa Maria della consolazione e biblioteca del dipartimento di biologia ed evoluzione), l'area scientifico-tecnologica (biblioteca di architettura, biblioteca scientifico-tecnologica e biblioteca del dipartimento di matematica e informatica) e l'area umanistica (biblioteca di economia, biblioteca di giurisprudenza, biblioteca di lettere e centro di documentazione e studi sulle comunità europee).

### Musei
- Museo di paleontologia e preistoria "P. Leonardi"[27]

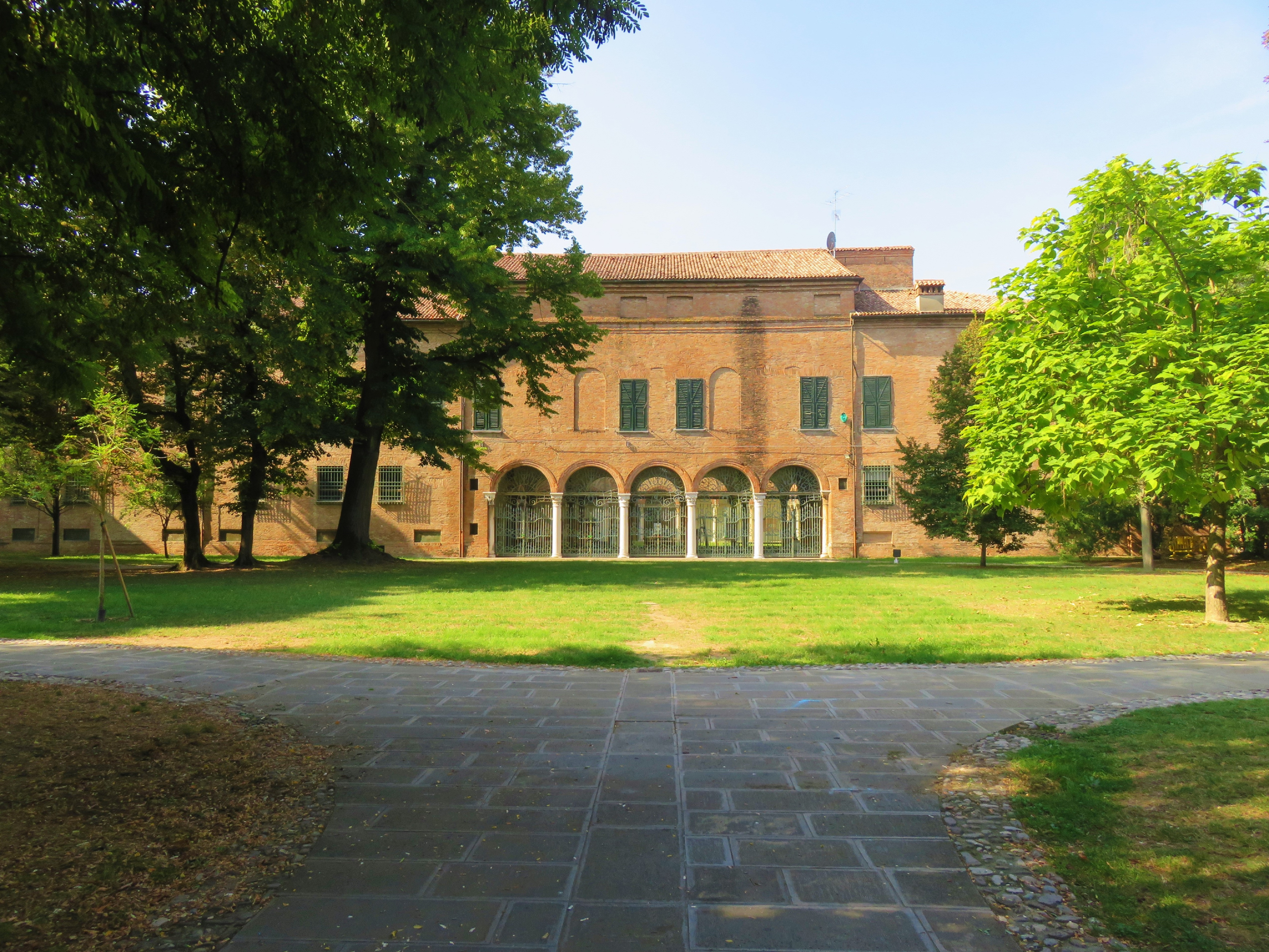
L'interno del parco Pareschi. Sullo sfondo palazzo di Renata di Francia.

- Museo anatomico "G. Tumiati"[27]
- Orto botanico ed erbario[27]

## Attività di ricerca e collaborazioni
In seno all'ente, i corsi di dottorato di ricerca sono istituiti e promossi dall'Istituto universitario di studi superiori "IUSS – Ferrara 1391".

Dal 2000, le facoltà di economia, architettura, medicina, giurisprudenza e ingegneria svolgono ricerche e sperimentazioni in collaborazione con le università cinesi nell'area più industriale della Cina, ovvero il Guangdong. Sono attive collaborazioni fra la facoltà di economia di Ferrara e la South China University of Technology; un progetto di ricerca sull'industria del Guangdong ha consentito alla facoltà di medicina dell'ateneo estense di aprire nel 2006 un ufficio permanente presso la Capital University of Medical Sciences di Pechino.

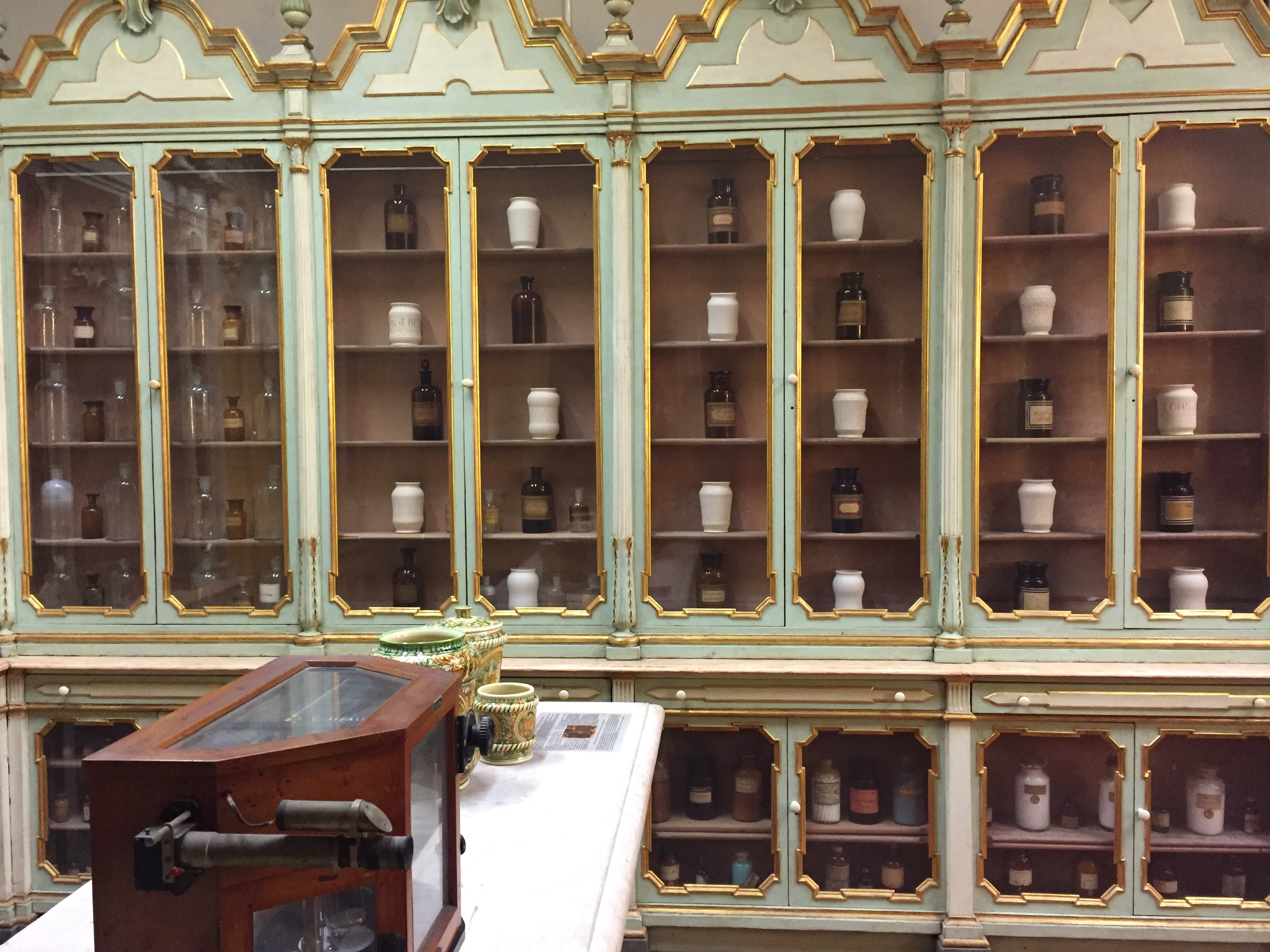
Arredi settecenteschi della farmacia Navarra, Università degli Studi di Ferrara

## Filatelia
Nel 1992 le Poste italiane hanno dedicato all'Università di Ferrara un francobollo da 750 lire.

## Rettori
Elenco cronologico dei rettori dal 1858: